# Wojna polsko-szwedzka (1617–1618)
Wojna polsko-szwedzka (1617–1618) – była kontynuacją wojny polsko-szwedzkiej 1600–1611 i stanowiła próbę wykorzystania przez Szwecję zaangażowania Rzeczypospolitej w wojnie z Rosją oraz kłopotów Korony z Tatarami i Turcją na południowym wschodzie.

## Wstęp
Po śmierci Karola IX w 1611 władzę nad Szwecją (mimo dużej aktywności stronników króla Polski Zygmunta III) objął jego syn, 17-letni wówczas Gustaw Adolf. Młodziutkiego króla wspomagał jeden z najwybitniejszych w historii Szwecji polityków – kanclerz Axel Oxenstierna. W związku z niepowodzeniami w wojnie kalmarskiej Szwedzi chętnie zgodzili się w kwietniu 1612 roku na przedłużenie rozejmu z Polską i Litwą. W końcu 20 stycznia 1614 roku przedłużono rozejm do 29 września 1616 roku. Zygmunt III nigdy nie pogodził się z utratą swego dziedzictwa i wciąż knuł przeciwko młodemu królowi Szwecji, starając się przeciągnąć na swą stronę możliwie największą część szwedzkiej magnaterii. Rozważał nawet kolejną wyprawę do Szwecji, a przeszkadzała mu w tym trwająca wciąż wojna z Moskwą. Choć sejmiki domagały się dalszego przedłużenia rozejmu, Zygmunt Waza nie chciał dopuścić do kolejnych rozmów, licząc, że wznowienie wojny z rządzoną przez młodego i niedoświadczonego króla Szwecją doprowadzi do odzyskania dziedzicznej korony.
Po dwóch latach rokowań 27 lutego 1617 roku Szwecja zawarła w Stołbowie pokój z Moskwą. Szwedzi oddali Nowogród Wielki zatrzymując w swych rękach pas wybrzeża Bałtyku wzdłuż Zatoki Fińskiej. Teraz mogli całkowicie skupić się na wojnie o Inflanty i o ostateczne zrzeczenie się korony szwedzkiej przez Zygmunta III Wazę. Mający wolne ręce Gustaw Adolf, licząc dodatkowo na pomoc państw protestanckich, wznowił działania wojenne przeciwko Rzeczypospolitej. Na razie Holandia zgodziła się subsydiować Szwedów w wysokości 40 tys. florenów miesięcznie, a Anglia pozwoliła Szwedom werbować na swoim terytorium żołnierzy.

## Przebieg działań
Niecałe 4 miesiące po zawarciu pokoju z Rosją 19 czerwca 1617 roku szwedzka eskadra składająca się z 4 okrętów wpłynęła do Zatoki Ryskiej i stanęła na redzie Dyjamentu. Dowodzący niewielką załogą twierdzy starosta rujeński, pułkownik Wolmar Farensbach skapitulował już 21 czerwca. Dwa dni później inny desant szwedzki zajął Windawę, a flota szwedzka zablokowała port w Rydze. W lipcu przybyły posiłki szwedzkie i wraz z Farensbachem zajęli wkrótce niemal bez walki wybrzeże od miasta Grobiņa do Parnawy. W sierpniu Szwedzi uderzyli na Parnawę, która broniła się tylko trzy dni (czyli do 14 sierpnia). Salis (obecnie Salacgrīva) Szwedzi zdobyli 18 sierpnia. W ciągu zaledwie dwóch miesięcy wojska szwedzkie opanowały inflanckie wybrzeża z wyjątkiem samej Rygi.
Mający ratować sytuację hetman polny litewski Krzysztof II Radziwiłł dysponował jednak niewielkimi siłami. Pozyskano także z powrotem Wolmara Farensbacha, który w zamian za obietnicę przebaczenia królewskiego i rehabilitacji na sejmiku generalnym słonimskim i sejmie zobowiązał się do odzyskania utraconych zamków. 5 października starosta wypowiedział służbę Gustawowi Adolfowi, a 10 października zawarł z hetmanem układ potwierdzony przez króla. Farensbach początkowo twierdził, że walczył o zwrócenie księciu Wilhelmowi odebranej mu prowincji, później że był wykonawcą woli Zygmunta III.
Radziwiłł, który jako pierwszy w dziejach Rzeczypospolitej użył do walki dragonów, popisał się wyjątkową energią, zdecydowaniem i talentem organizacyjnym, dzięki czemu Litwini bardzo szybko odzyskali wszystkie utracone twierdze oprócz Parnawy, która była zbyt silnie umocniona. Po odzyskaniu większości strat armia litewska wkroczyła do podejrzanie zachowującej się Kurlandii. Hetman chciał przyłączyć całą Kurlandię do Litwy, jednak Zygmunt III Waza nie zgodził się na to i pozostawił całkowitą władzę nad księstwem Fryderykowi Kettlerowi. Obrażony na króla Radziwiłł zrezygnował z naczelnego dowództwa w Inflantach i przekazał je pułkownikowi Janowi Sicińskiemu, który mając jedynie 100 żołnierzy ruszył do Estonii. Ponieważ Szwedzi zamknęli się w twierdzach, a wojska litewskie nie posiadały dostatecznej ilości piechoty i artylerii, działania wojenne wygasły. Szwedzi, zrozumiawszy, że mimo reform ich armia nie jest jeszcze w stanie mierzyć się z armią litewską, wystąpili z propozycjami pokojowymi.
W czasie walk w Inflantach wznowione zostały działania przeciw Moskwie i zdawano sobie sprawę z faktu, że zakończenie walk ze Szwedami wpłynie na cara. Dodatkowo pojawiło się zagrożenie ze strony Turcji. Perspektywa walki z trzema przeciwnikami wymusiła na królu decyzję o zawarciu rozejmu (11 stycznia, ponownie 8 lutego). Warunkiem zawarcia rozejmu miało być odzyskanie Parnawy, jednak 7 sierpnia zezwolił Szwedom na chwilowe jej zatrzymanie.
Wojna została wznowiona w 1621.

## Podsumowanie
Układ podpisany został przez polskich komisarzy w obozie pod Karkus, a przez szwedzkich 8 grudnia w Tolsburgu. Działania przerwano na 2 lata do 21 listopada 1620 roku. Parnawa miała być zwrócona przez Szwedów rok i dzień po zatwierdzeniu układu przez Zygmunta III, czego ten nie uczynił. Zagwarantowano wolność handlu i zastrzeżono, że jeśli któraś ze stron nie zapowie trzy miesiące przed wygaśnięciem rozejmu zamiaru wznowienia działań, to będzie obowiązywał przez następny rok.
Walki w latach 1617–1618 obnażyły braki systemu obronnego Rzeczypospolitej, która walcząc z częścią sił szwedzkich doznała porażki (utrata Parnawy). Słabe strony wojsk Rzeczypospolitej takie jak spóźniony zaciąg wojska, kłopoty z wypłatą żołdu związane z niewydolnością systemu skarbowego, brak piechoty szczególnie obcego autoramentu, brak dział i zły stan zamków oraz twierdz doprowadziły do powtórki scenariusza z poprzedniej wojny polsko-szwedzkiej. Wtedy także uderzenie szwedzkie doprowadziło do utraty miast i zamków, które w wyniku późnego przeciwuderzenia udało się co najwyżej odzyskać.
W czasie tego konfliktu zauważyć można też zmianę postawy króla Zygmunta III, który prawdopodobnie miał zamiar zmienić status Kurlandii, wykorzystując jej podział do utworzenia nowego księstwa związanego z Rzecząpospolitą. W sierpniu 1617 król w liście do hetmana podał wykaz zamków, które po wyzwoleniu nie miały wrócić do księcia Fryderyka, a już w październiku wysłał wykaz ludzi, którym miał te zamki przekazać. Wobec protestu Fryderyka i niepewnego wyniku wyprawy królewicza Władysława na Moskwę 11 kwietnia 1618 roku odzyskał książę władzę nad całością księstwa.